# Juillet 1861

## Événements
- 21 juillet :
  - Première bataille de Bull Run ou première bataille de Manassas, en Virginie, première de la guerre. Victoire des confédérés qui repoussent une invasion de la Virginie. Ils ont l’avantage jusqu’en 1863.
  - Accord franco-espagnol sur les dettes mexicaines.
- 27 juillet : la France et la Grande-Bretagne rompent leurs relations diplomatiques avec le Mexique après la décision du président Benito Juárez de suspendre pour deux ans le paiement des intérêts de la dette extérieure mexicaine.

## Naissances
- 5 juillet : Fernand Cocq, homme politique belge († 11 décembre 1940).
- 11 juillet :
  - Maurice Wilmotte, romaniste belge († 9 juin 1942).
  - John Best, politicien.
- 18 juillet : Lucien Simon, peintre, aquarelliste, dessinateur et lithographe français († 13 octobre 1945).

## Décès
- 15 juillet : Adam Jerzy Czartoryski, prince, homme d'État et écrivain polonais